# Palaeopropithecidae
Palaeopropithecidae är en utdöd systematisk grupp i ordningen primater som förekom på Madagaskar. Arterna var nära släkt med dagens indrier (Indriidae) och i nyare förteckningar listas de ibland som underfamilj till indrier. Angående kroppsbyggnaden och troligen även levnadssättet liknade de mer dagens sengångare. De sista individerna dog ut för 500 till 1000 år sedan.
Palaeopropithecidae var medelstors till stora primater (vikt mellan 10 och 200 kg) och hade en robust skalle. Extremiteterna var långa och de främre tydlig längre än de bakre. Per käkhalva fanns bara en nedre framtand. På grund av dessa kännetecken antas att Palaeopropithecidae liksom sengångare hängde med huvudet neråt.
Uppskattningsvis hade familjemedlemmarna blad, frukter och frön som föda. På grund av en skarp kant vid kindtänderna antas av blad utgjorde huvudfödan.
Upphittade kvarlevor är mellan 1000 och 8000 år gamla och släktet Mesopropithecus kan ha levd kvar fram till 1500-talet. Dessa primater jagades och utrotades troligen av människor. Människan nådde Madagaskar för cirka 1500 år sedan. Antagligen var även klimatförändringar ansvarig för Palaeopropithecidae:s utdöende. I mytologiska berättelser från Madagaskar förekommer ett djur med namnet "Tretretretre" som troligen syftade på medlemmar av djurgruppen.
Fyra släkten är kända:
- Mesopropithecus, arterna var med en vikt omkring 10 kg de minsta i familjen.
- Babakotia, blev lite tyngre, mellan 15 och 20 kg.
- Palaeopropithecus, hade en vikt mellan 40 och 60 kg, var troligen de största arterna av gruppen som levde på träd.
- Archaeoindris, nådde en vikt upp till 200 kg och var den största kända primaten i underordningen Strepsirrhini. Antagligen levde den främst på marken. Den visar påfallande likheter med utdöda jättesengångare från Amerika.